# Милоје Дончић
Милоје Дончић (Бича, 27. април 1963) српски је песник и антологичар.

## Биографија
Одрастао је у завичају на обалама Белог Дрима и Кујавче, основну школу завршио је у Штупљу, а средњу биохемијску у Клини. Неколико година боравио је у Аустралији, потом се вратио и запослио у Покрајинској и народној библиотеци у Приштини (1992). Био је последњи радник који је пред албанским сепаратистима, јуна 1999, напустио Библиотеку. Уредник је за поезију у издавачкој кући РЕВНИТЕЉ. Живи у Нишу. 
Основне   карактеристике Дончићева   песништва   су   оштрина, критичност,  дубока сатиричност,  њихова изворна полемичност. Постоје теме од којих многи данашњи песници беже. Дончић то не чини. Историја се, и буквално, сецира на његовом песничком столу. Колико су жестоке његове   песме,   једнако   су   то   и   слике које   су   у   њиховом   језгру. Прави песници, и када затворе очи, унутрашњим очима виде оно што се виђењу нуди. Дончић иде корак даље. Његова поезија истински је ангажована. Непостоји   тема   пред   којом   ће   он   узмакнути. Стога,   његове   песме   сваког читаоца дубински узнемиравају, не дозвољавајући му да се са њима мирно и равнодушно сучели. У њима као да је присутан читав претрес и протрес актуалне наше поезије, поетичко и вредносно пр(е)оцењивања онога са чиме наша савремена поезија располаже. Песник врши особен, и лични, разград   поезије:   не   жели   стихове   умивене   и   углачане,  лирске   цигле о
којима   је   иронично   писао   Милош   Црњански,   те   ствара   песме   пуне, функционалних,   намерних   неравнина   које   „производе“   многобројна онеобичења   и   доводе   до   многих   лирских   изненађења,   производе песмоуживања. Колико он песме твори, толико и оне њега, и као човека и као песника, граде. Основна стилска фигура постала му је она која је била готово сасвим протерана из нашег песништва – синегдоха. Супротставио се тврдњи Романа Јакобсона по којем је метафора заштитни знак поезије, дочим је метонимија та која је то када је проза у питању. У Дончићевим песмама метафора и метонимија су скоро сасвим равноправне по улози коју   у   њима   задобијају. Оне   имају   наративну   потку,   „причу“,  која језадихана. Њихов ритам, грађен стиховима час дугим час кратким, дужећи и сужавајући исте, непрестано мења свој „корак“. Не ретко, песников стих је, индиректно, или гласно да гласније не може бити, узвик, крик, налик на псовку. Има песама које се своде на један једини катрен,  оних које су псеудо-танке, као и оних што су налик на, продужени (углавном самом дужином употребљених стихова), хаику.. Основни задатак им је: утањити, учинити   (али  –  брисањем,   ништењем)   скоро   невидљивим,   обезличити, скрити,  усебити. Рима је углавном   „случајна“. Она   није   потпорни стуб његових песама. Њима слободно клизи, неочекивано израња, неочекивано потања. Алитерације и асонанце су много чешће од рима. Звук је мукао и више него   мукао. Песник   песме   изнутра   динамички   узбуркава   многим експресивним,   експресионистичким   по   снази,   глаголима   и   песничким сликама. Хумор   је   често   црн,   вашеовски,   сасвим   апсурдан. Но,   изнад свега, и упркос свему што покушава да их, највише провидним критичким заобилажењем   прећути,   Дончићеве песме су најангажованија   савремена српска поезија.

## Збирке песма
- Трошна катедра, Јединство, Приштина, 1987.
- Зобница, Научна књига, Београд, 1996.
- Буквар расула, Зограф, Ниш, 2004.
- Глодар над хумком, Хвосно, Косовска Митровица, 2009.
- Црвљи расад, Беокњига, Београд, 2010.
- Копљарница, Апостроф, Београд, 2011.
- Звездослеп, Лестве, Косовска Митровица, 2012.
- Смрти у сватове, Каирос, Сремски Карловци, 2013.
- Страхоумница, Центар за туризам, културу и спорт, Сврљиг, 2014.
- Задах сјаја, Заветине, Београд, 2015.
- Језино бројило, Ревнитељ, Ниш, 2017.
- Око у оку, Панорама, Приштина, 2017.
- Трпеза усамљеника, Библиотека, Нови Сад, 2017.
- Трн у оку, Ревнитељ, Ниш, 2017.
- Трпијада, Каирос, Сремски Карловци, 2018.
- Тетанус, Ревнитељ, Ниш, 2019.
- Здравица паразита, Наиспринт - Ревнитељ, Ниш, 2020.
- Тишина у колхозу, Ревнитељ, Ниш, 2021.
- Абецедин кактус, Ревнитељ, Ниш, 2022.
- Мост утопљеник, Ревнитељ, Ниш, 2023.
- У шињелу куге, Ревнитељ, Ниш, 2024.

## Књига за децу
- Лажиметар, Панонске нити, Црвенка, 2011.
- Смеходром, Сербика, Гњилане, 2013.
- Шта унутра има, Прометеј, Нови Сад, 2017.

## Антологије
- Божурница, антологија косовско-метохијске поезије 20. века, Каирос, Сремски Карловци, 2013.
- Ресавски венац (први део), плагијати југословенских песника, Лестве, Косовска Митровица, 2014.
- Апостолница, антологија оригиналне српске поезије 20. и 21. век, Ревнитељ, Ниш, 2015.
- Словосјај, српске светиње у очима песника, 1000 година призренске епископије, Ревнитељ, Ниш, 2021.
- Тонови маршалата: антологија руске поезије 20. века, Ревнитељ, Ниш, 2022.
- Антологија српске поезије 20. века, Ревнитељ, Ниш, 2023.
- Уранијум убица: удари песника и адвоката на злочине 20. века, Ревнитељ, Ниш, 2023.
- Звездосјаји Трокадера, антологија француске поезије 20. века, Ревнитељ, Ниш, 2024.
- Гвадалкивиров плес, антологија шпанске поезије 20. века, Ревнитељ, НИш, 2025.

## Избори
- Томислав Мијовић: Изабране песме, Ревнитељ, Ниш, 2021.
- Велес Перић: Барјак на олуји: сабиране и одабране песме, Ревнитељ, Ниш, 2022.
- Звездолет: изабране и нове песме, Центар за културу и туризам; Шумадијске метафоре, Младеновац, 2023.

## Награде
- Награда „Златно перо Драгише Васића”, Гетеборг, 1996.
- Награда „Гијом Аполинер”, Париз, 1997.
- Награда „Звезда Федерика Гарсије Лорке”, Севиља, 1999.
- Награда „Параиба”, Рио де Женеиро, 2000.
- Награда „Балкански луч”, Габрово, 2000.
- Награда „Кондир Косовке девојке”, Грачаница, 2008.
- Награда „Лазар Вучковић”, Грачаница, 2008.
- Награда „Григорије Божовић”, Друштво књижевника Косова и Метохије, 2010.
- Награда „Булка”, за дечју песму, Црвенка, 2010.
- Награда „Милан Ракић”, за књигу Копљарница, 2012.
- Књижевна награда „Ђурин шешир", Фондација Споменица солидарности, 2020.
- Повеља „Карађорђе”, за животно дело, 2022.